# Barrack Young Controllers FC
Der Barrack Young Controllers Football Club, auch als BYC bekannt, war ein liberianischer Fußballverein aus der Hauptstadt Monrovia. Zuletzt spielte der Verein in der ersten Liga.

## Geschichte
Der Verein wurde 1997 als Barrack Young Controllers FC gegründet. Die erste Mannschaft gewann viermal die Meisterschaft, dreimal den Pokal sowie viermal den Supercup. Die zweite Mannschaft wurde zweimal Meister und einmal Supercupsieger. 2019 wurde der Verein aufgelöst.

## Erfolge
- Liberianischer Meister

I. Mannschaft: 2013, 2014, 2016, 2018
- Liberianischer Pokalsieger

I. Mannschaft: 2009, 2013, 2018
II. Mannschaft: 2012, 2016
- Liberianischer Pokalfinalist

I. Mannschaft: 2011, 2019
- Liberianischer Supercup-Sieger

I. Mannschaft: 2010, 2013, 2014, 2018
II. Mannschaft: 2015

## Stadion
Seine Heimspiele trug der Verein in Monrovia im 2500 Zuschauer fassenden Blue Field Sports Ground aus.